# Typologie sociolinguistique des langues
En sociolinguistique et en dialectologie, les concepts de langue par distance (en allemand Abstandsprache), de langue par élaboration (Ausbausprache) et de langue-toit (Dachsprache) ont été développés, notamment par Heinz Kloss et Joshua Fishman, pour analyser et catégoriser les relations des langues et des dialectes apparentés, en usage dans des sociétés proches ou au sein d'une même société. La première occurrence des deux premiers termes semble figurer dans un article de Heinz Kloss, « Abstand-languages and Ausbau-languages » (Anthropological linguistics, 1967, 9), mais ils font désormais partie du vocabulaire courant en sociolinguistique. 

L'intérêt d'une telle tripartition est de sortir la démarcation et la classification des langues d'une pure vision de linguiste, pour y intégrer des rapports politiques et culturels, en particulier dans le cas de variétés linguistiques qui ne se différencient guère de leurs voisines d'un point de vue purement structurel (comme dans le cas d'un dialecte ou d'un parler régional), mais sont ressenties comme distinctes d'un point de vue socioculturel (comme dans le cas des langues standardisées modernes). La définition donnée par Kloss dans son article de 1967 était : 
« Le terme de langue Ausbau peut être défini comme une « langue par développement ». Les langues appartenant à cette catégorie sont reconnues comme telles parce qu'elles ont été formées ou reformées, façonnées ou refaçonnées — quel que soit le cas — afin de devenir un outil standardisé d'expression littéraire. (The term Ausbausprache may be defined as 'language by development'. Languages belonging in this category are recognized as such because of having been shaped or reshaped, molded or remolded—as the case may be—in order to become a standardized tool of literary expression). »

## LangueAbstand
Une langue Abstand, ou « langue par distance », (Abstand = distance) est une langue distanciée  suffisamment des autres langues pour ne pas être considérée comme un dialecte d'une autre langue. Il n'y a pas de compréhension mutuelle entre les versions écrite ou parlée de cette langue et d'une autre langue, ce qui n'exclut pas une parenté avec d'autres langues (français–italien par exemple).
La notion de langue Abstand tend à être équivalente de la notion de diasystème.

## LangueAusbau
Une langue Ausbau, ou « langue par élaboration » (« Ausbau » = développement, construction en provenance ou à distance)  est une variante d'une langue érigée en langue élaborée distincte, le plus souvent officielle, pour des motifs de construction d'identité nationale, avec une orthographe et une grammaire standardisées et un vocabulaire étendu. Sur un plan purement linguistique, il y a deux types de langues Ausbau :
- des dialectes d'une langue Abstand, standardisés en langue littéraire, avec parfois un alphabet différent. Les sociolinguistes considèrent dans ce cas qu'il y a bien deux langues, même s'il y a compréhension mutuelle entre leurs locuteurs. Le phénomène se retrouve par exemple entre le danois et le norvégien bokmål, entre le néerlandais et l'afrikaans, entre le luxembourgeois et l'allemand, entre le catalan et l'occitan, entre le tchèque et le slovaque, entre le thaï et le lao, entre le hindi et l'urdu.[réf. nécessaire]
- des dénominations purement politiques d'une même langue Ausbau sans différence dialectale majeure, avec ou sans alphabet différent. Ce phénomène se retrouve entre toutes les variétés de la langue traditionnellement appelée serbo-croate en français — serbe, monténégrin, croate et bosniaque —, entre le dari afghan et le persan iranien, entre le rusyn et l'ukrainien, entre le roumain et le moldave, entre le bulgare et le macédonien, entre le malais et le bahasa indonésien. Dans ce cas on parle de « langue politique » frontalière.[réf. nécessaire]

Le concept de langue Ausbau est proche de celui de langue polynomique, expression qui désigne un ensemble de variétés linguistiques qui divergent quant à leurs traits (phonétiques, syntaxiques, etc.) mais qui sont considérées par leurs locuteurs comme constituant un ensemble très cohérent (cas du corse, considéré comme une langue unique par ses usagers en dépit des divergences dialectales sensibles qu'il affiche).
L'un et l'autre de ces concepts tiennent compte des phénomènes de représentation sociolinguistique intervenant dans la définition d'une langue.
Le cas des langues alémaniques réunit d'ailleurs les deux concepts, puisque d'une part il voit se chevaucher aux divisions à caractère purement linguistique (souabe, alémanique supérieur, haut-alémanique, bas-alémanique) d'autres à caractère majoritairement politique (suisse allemand, allemand de Bâle, alsacien, badois), véritables ausbau des précédentes mais non dénuées de pertinence, la langue  évoluant depuis longtemps dans des contextes politiques indépendants. Ces appellations regroupent d'autre part chacune plusieurs des premières, voire d'autres dialectes (notamment divers franciques en alsacien) ce qui en fait aussi des langues polynomiques.

## Langue-toit
Une langue-toit (Dachsprache) est une langue qui sert de langue standard commune pour différents dialectes, plus particulièrement dans un continuum linguistique où la distance et l'isolement géographiques sont tels que certains dialectes ne sont plus mutuellement compréhensibles par leurs locuteurs, lesquels doivent donc passer par une langue-toit pour se comprendre. 
Les exemples les plus classiques sont : 
- l'arabe littéral (« al-ʿarabiyya al-fuṣḥā »), qui lie les locuteurs de nombreux dialectes arabes ;
- le néerlandais standard (Algemeen Beschaafd Nederlands, « néerlandais général civilisé »), qui lie les locuteurs des variétés aussi différentes que le hollandais, le flamand occidental et le limbourgeois ainsi que le bas allemand parlé aux Pays-Bas ;
- l'indonésien et le malais, deux langues véhiculaires proches qui ont permis aux différentes ethnies de l'archipel de l'Insulinde de communiquer et qui contribua à l'unification de l'Indonésie après son indépendance.
- le basque unifié (euskara batua) qui est la norme de l'administration et de l'éducation au Pays basque.

L'allemand et l'italien standards constituent également, dans une certaine mesure, des langues-toit. 
En 1982, Heinrich Schmid a développé le « romanche des Grisons » (Rumantsch Grischun), une langue-toit artificielle permettant l'intercommunicabilité entre locuteurs du romanche régional éparpillés dans divers espaces non limitrophes dans ce canton suisse. Dans ces mêmes années 1980 a été élaboré un rifondou walon » (wallon unifié) qui commence à se répandre, et coiffe les diverses variétés de wallon. Des tentatives similaires ont lieu pour le ladin et le sarde, par exemple.